# Ozyptila tricoloripes
Ozyptila tricoloripes là một loài nhện trong họ Thomisidae.
Loài này thuộc chi Ozyptila. Ozyptila tricoloripes được Embrik Strand miêu tả năm 1913.